# Cervona Kolona, Apostolove
Cervona Kolona (în ucraineană Червона Колона) este un sat în comuna Kameanka din raionul Apostolove, regiunea Dnipropetrovsk, Ucraina.

## Demografie
Componența lingvistică a localității Cervona Kolona
     Ucraineană (95,04%)
     Rusă (4,26%)
     Alte limbi (0,71%)
Conform recensământului din 2001, majoritatea populației localității Cervona Kolona era vorbitoare de ucraineană (95,04%), existând în minoritate și vorbitori de rusă (4,26%).